# Andrzej Łobaczewski
Andrzej M. Łobaczewski (1921 – 2008) è stato uno psichiatra polacco, estensore della ponerologia e autore dello studio Ponerologia politica.

## Biografia
Andrzej M. Łobaczewski, cresciuto nella campagna pedemontana polacca, durante l'occupazione nazista lavorò nella fattoria di famiglia come apicultore e successivamente soldato dell'Esercito Nazionale polacco, un'organizzazione clandestina della resistenza.
A seguito dell'invasione sovietica della Polonia, la proprietà di famiglia fu confiscata e gli occupanti espulsi.
Studiò psicologia all'Università Jagellonica di Cracovia, lavorando nel contempo per mantenersi.
Sospettato dalle autorità politiche di avere eccessiva conoscenza della natura patologica del sistema, fu forzato all'emigrazione nel 1977.
Giunto negli Stati Uniti d'America, rimase a lungo vittima del clima di sospetto e controspionaggio. Nonostante le difficoltà pratiche, il libro Ponerologia politica fu scritto a New York nel 1984. I tentativi di pubblicazione del libro, risalenti a quel periodo, fallirono.
Gravemente sofferente di salute, ritornò in Polonia nel 1990, sotto le cure dei precedenti colleghi. Il graduale miglioramento delle condizioni di salute gli permise di riprendere il lavoro e portare a pubblicazione un'opera successiva sulla psicoterapia e sociopsicologia nel 2005.

## Opera
L'evolversi delle condizioni sociali durante il dominio comunista attrassero la sua attenzione e quella dei colleghi di studi verso le dinamiche psicopatologiche.
L'opera, già intrapresa in accordo segreto tra più scienziati sociali, per la quasi totalità rimasti anonimi a causa delle circostanze sociopolitiche entro cui si svolgevano tale ricerche, della generazione precedente a quella di Łobaczewski, fu distrutta o dispersa più volte dalle autorità.
Lavorando in un ospedale psichiatrico, e particolarmente nell'ambito dei servizi di igiene mentale aperti al pubblico, accrebbe le proprie abilità nella diagnosi clinica e nella psicoterapia.
Lobaczewski riuscì successivamente nell'intento di completarne l'opera a New York nel 1983, sintetizzandone in un unico corpus gli elementi, e trascriverla documentalmente.
L'opera delinea specificatamente il  ruolo e la funzione degli individui affetti da psicopatia, primariamente, e sociopatici, secondariamente, nel concretizzarsi di sistemi sociali repressivi.